# بربانک (واشینگتن)
بربانک (به انگلیسی: Burbank) یک منطقهٔ مسکونی در ایالات متحده آمریکا است که در شهرستان والا والا، واشینگتن واقع شده‌است. بربانک ۳۸٫۸ کیلومتر مربع مساحت و ۳٬۲۹۱ نفر جمعیت دارد و ۱۱۴ متر بالاتر از سطح دریا واقع شده‌است.